# Tenkrát v Hollywoodu
Tenkrát v Hollywoodu (v anglickém originále Once Upon a Time in Hollywood) je americké filmové komediální drama z roku 2019, režírované, napsané i produkované kultovním filmovým tvůrcem Quentinem Tarantinem. Zároveň se jedná o první Tarantinův film, na kterém se nikterak nepodíleli producenti Bob a Harvey Weinsteinovi, neboť poté, co byli oba sourozenci obviněni ze sexuálního obtěžování, s nimi tvůrce ukončil spolupráci.
Snímek se může chlubit obsazením plným mnoha zvučných hereckých jmen; hlavní role ztvárnili Leonardo DiCaprio, Brad Pitt a Margot Robbie. Ve vedlejších je pak doplnili například Emile Hirsch, Margaret Qualley, Timothy Olyphant, Austin Butler, Dakota Fanning, Bruce Dern, Damian Lewis, Al Pacino a Luke Perry, který se nedožil premiéry filmu, a jedná se tak o jeho vůbec poslední filmovou roli.
Film se odehrává roku 1969 v Los Angeles a sleduje příběh upadajícího westernového herce Ricka Daltona (DiCaprio) a jeho dabléra, kaskadéra a blízkého přítele Cliffa Bootha (Pitt), kteří se snaží uchytit se v rychle se měnícím filmovém průmyslu. Na pozadí je vyobrazena hrozba vraždy úspěšné herečky Sharon Tate (Robbie).
Tenkrát v Hollywoodu se ihned po svém zveřejnění v létě roku 2019 dočkalo velmi pozitivních ohlasů a posbíralo také četná filmová ocenění včetně dvou Oscarů a tří Zlatých Glóbů. Roku 2021 vydal Tarantino ve svém knižním debutu i stejnojmennou knižní adaptaci.

## Děj
V únoru roku 1969 kariéra kdysi slavného herce Ricka Daltona již značně upadá; poslední dobou se objevuje jen jako padouch ve westernových seriálech. Agent Marvin Schwarz mu proto radí, aby začal natáčet Spaghetti westerny v Itálii, jimiž Dalton pohrdá. Rickovým nejlepším přítelem je pak jeho kaskadér a šofér (herci byl odebrán řidičský průkaz) Cliff Booth, válečný veterán z 2. světové války, který má kvůli zvěstem o tom, že zavraždil svoji manželku, taktéž problém najít práci. Ovšem poté, co se Dalton dozví, že jeho sousedy jsou populární herečka Sharon Tate a slavný režisér Roman Polanski, začne doufat, že jejich přátelství by mu pomohlo vzkřísit svou kariéru.
Jednoho dne Rick odjíždí na natáčení westernového seriálu, kde opět ztvární antagonistu. Během natáčení nejprve zapomíná text, a dostane proto vztek. Po inspirativním setkání s dětskou herečkou Trudi Frazer se ovšem vzchopí a nakonec předvede uspokojivý výkon.
Mezitím Booth opravuje anténu na Daltonově domu, když si všimne podezřelého muže, který navštíví sousední dům s tím, že hledá hudebního producenta, jenž zde kdysi žil. Jay Sebring, jeden z přátel Sharon Tate, jej ovšem odbyde. Tím mužem je kriminálník Charles Manson.
Jakmile je práce na anténě hotova, Cliff sveze hippie přezdívanou jako Pussycat na Spahnův filmový ranč. Kaskadér zde před lety natáčel, a proto se rozhodne pozdravit majitele ranče George, i přes námitky početné komunity hippies, kteří se zde usídlili. Jeden z nich, přezdívaný jako Clem mu tedy nožem píchne pneumatiku u auta, načež jej Booth zmlátí a donutí jej aplikovat rezervní kolo. Jeden z vrahů, Tex Watson, je obyvateli ranče přivolán na pomoc Clemovi. Jakmile ovšem dorazí na místo, kaskadér již odjíždí.
Rick Dalton nakonec na radu agenta Schwarze odjíždí do Itálie, kde ztvární vedoucí úlohy v několika filmech a dokonce si zde najde i manželku Francescu Capucci. To ovšem znamená, že si již nemůže dovolit Cliffa nadále platit, a tak oba přátelé ukončí svůj vzájemný pracovní poměr.
Po návratu do Los Angeles se Rick s Cliffem rozhodnou řádně zavzpomínat na léta strávená spolu. Zatímco Booth vykouří LSD cigaretu, Dalton začne míchat margarity. Téže noci se do sousedství vydávají i čtyři členové Mansonova gangu (včetně Texe Watsona) s cílem zavraždit Sharon Tate, která je v pokročilé fázi těhotenství. Než ovšem stihnou vniknout do hereččina příbytku, zaregistruje je podnapilý Rick a vulgárně je seřve s tím, že se nacházejí na soukromé příjezdové cestě. To nakonec přiměje zabijáky změnit plány; rozhodnou se vyvraždit Daltonův dům. Po vloupání dojde ke krvavé konfrontaci mezi členy gangu a malátným Cliffem. Na pomoc mu přispěchá i jeho pes Brandy, jednu vražedkyni pak Rick odpočívající se sluchátky ve svém bazéně za domem upálí plamenometem, coby rektivizitou z dřívějšího natáčení válečného filmu.
Cliff, který utrpěl lehčí poranění, je odvezen do nemocnice a Rick obdrží pozvání od Sharon Tate na návštěvu. Nabídku, jež by mohla významně ovlivnit jeho budoucí hereckou kariéru, s nadšením přijímá.

## Obsazení
| Leonardo DiCaprio   | Rick Dalton (český dabing: Michal Jagelka)       |
| Brad Pitt           | Cliff Booth (český dabing: Michal Dlouhý)        |
| Margot Robbie       | Sharon Tate (český dabing: Jolana Smyčková)      |
| Emile Hirsch        | Jay Sebring (český dabing: Vojtěch Hájek)        |
| Margaret Qualley    | Pussy cat (český dabing: Marika Šoposká)         |
| Timothy Olyphant    | James Stacy (český dabing: Martin Sobotka)       |
| Julia Butters       | Trudi Frazer (český dabing: Linda Křišťálová)    |
| Austin Butler       | Tex Watson (český dabing: Robert Hájek)          |
| Dakota Fanning      | Lynette Fromme (český dabing: Terezie Taberyová) |
| Bruce Dern          | George Spahn (český dabing: Ladislav Županič)    |
| Mike Moh            | Bruce Lee (český dabing: Ondřej Brzobohatý)      |
| Luke Perry          | Wayne Maunder (český dabing: Filip Jančík)       |
| Damian Lewis        | Steve McQueen (český dabing: Jakub Saic)         |
| Al Pacino           | Marvin Schwarz (český dabing: Jiří Prager)       |
| Nicholas Hammond    | Sam Wanamaker (český dabing: Zdeněk Maryška)     |
| Samantha Robinson   | Abigail Folger (český dabing: Klára Jandová)     |
| Kurt Russell        | Randy Miller (český dabing: Jiří Štěpnička)      |
| Rafał Zawierucha    | Roman Polanski                                   |
| Lorenza Izzo        | Francesca Capucci                                |
| Costa Ronin         | Wojciech Frykowski                               |
| Damon Herriman      | Charles Manson                                   |
| Lena Dunham         | Catherine Share                                  |
| Madisen Beaty       | Patricia Krenwinkel                              |
| Mikey Madison       | Susan Atkins                                     |
| James Landry Hébert | Clem Grogan                                      |
| Maya Hawke          | Linda Kasabian                                   |
| Victoria Pedretti   | Leslie Van Houten                                |
| Sydney Sweeney      | Snake                                            |
| Kansas Bowling      | Sandra Good                                      |
| Danielle Harris     | Angel                                            |
| Rumer Willis        | Joanna Pettet                                    |
| Dreama Walker       | Connie Stevens                                   |
| Harley Quinn Smith  | Froggie                                          |
| Rebecca Rittenhouse | Michelle Phillips                                |
| Rachel Redleaf      | Cass Elliot                                      |
| Rebecca Gayheart    | Billie Booth                                     |
| Zoë Bell            | Janet Miller                                     |
| Michael Madsen      | seriálový šerif Hackett                          |

## Vývoj

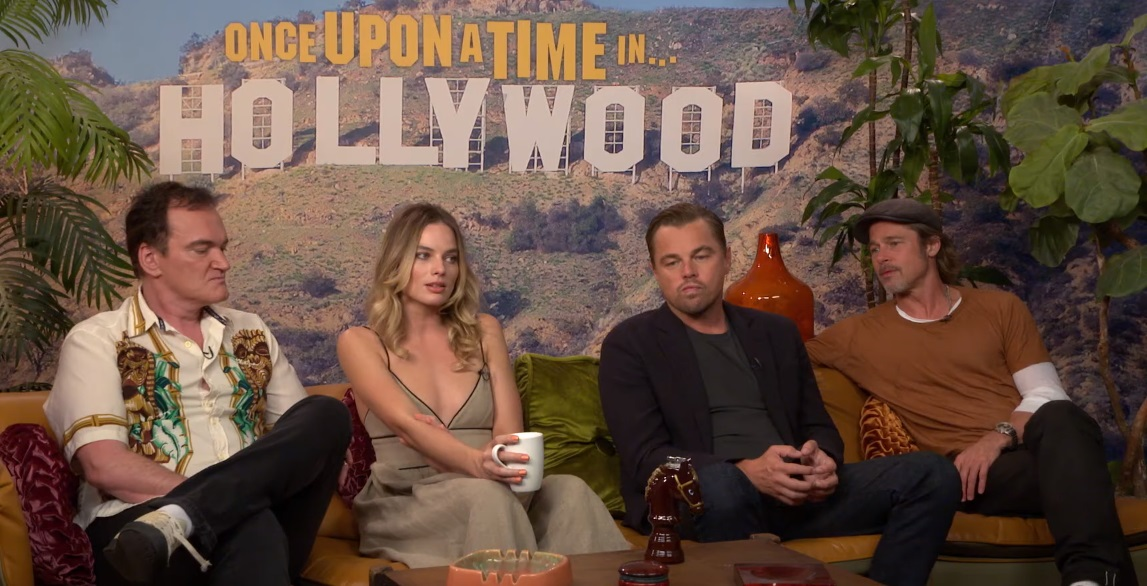
Rozhovor s Quentinem Tarantinem, Margot Robbie, Leonardem DiCapriem a Bradem Pittem (zleva)

V červenci 2017 bylo uvedeno, že Tarantino pracuje na snímku, který se soustředí na vraždy spáchané Mansonovou rodinou. Tarantino uvedl, že na scénáři pracoval pět let a že se jedná o jeho magnum opus. Také prohlásil, že o složení hudby k filmu požádal Ennia Morriconeho.
V únoru 2018 bylo oznámeno, že roli herce Ricka Daltona hraje Leonardo DiCaprio. Nedlouho poté byla potvrzena spekulace, že do role Cliffa Bootha byl obsazen Brad Pitt. Snímek původně měl být uveden 8. srpna 2019, tedy u příležitosti padesátého výročí vražd Mansonovy rodiny.
Roli George Spahna měl původně ztvárnit Burt Reynolds, který před zahájením natáčení svých scén zemřel. Roli proto získal Bruce Dern. Své role ve filmu údajně měli mít i Jennifer Lawrence, Macaulay Culkin či Tarantinův dvorní herec Samuel L. Jackson.
Režisér držel závěrečné rozuzlení v přísné tajnosti, celý scénář proto měli možnost číst jen DiCaprio, Pitt a Robbie.

## Přijetí
Film byl slavnostně uveden na mezinárodním filmovém festivalu v Cannes dne 21. května 2019 za přítomnosti všech hlavních aktérů, kde si vysloužil několikaminutový potlesk ve stoje. Stalo se tak přesně 25 poté, co na této akci zaznamenal fenomenální úspěch Tarantinův film Pulp Fiction: Historky z podsvětí (1994). Tvůrce následně všechny přítomné požádal, aby nikomu nevyzrazovali zápletku snímku, stejně jako Alfred Hitchcock při uvedení svého slavného hororu Psycho (1960). Premiéra v amerických kinech byla stanovena na 26. červenec 2019, doo českých kin byl film uveden 15. srpna 2019.
V kinech film vydělal 377,6 milionů dolarů celosvětově. Nejednalo se tedy o vyložený kasovní trhák, stále jde ovšem o druhý nejvýdělečnější scenáristův počin po Nespoutaném Djangovi (2012). Snímek se dočkal vřelých recenzí od kritiků i diváků. Ač podle některých odborníků Tenkrát v Hollywoodu trpí příliš dlouhou stopáží, mnozí film označili za vynikající poctu zlaté éře Hollywoodu a vyzdvihli Tarantinův scénář, herecké výkony či kameru.

### Ocenění
Tenkrát v Hollywoodu bylo nominováno na množství filmových oceněních; dočkalo se celkem deseti oscarových nominací. Ve zlatou sošku proměnilo však jen dvě: za Nejlepší výpravu a Nejlepší mužský herecký výkon ve vedlejší roli (Brad Pitt). Pitt tak obdržel svou vůbec první hereckou cenu Akademie. Za svůj výkon utržil také Zlatého Glóba, samotný snímek tuto cenu získal i v kategoriích Nejlepší film – komedie/muzikál a Nejlepší scénář.

## Inspirace a odkazy
Quentin Tarantino využil, podobně jako již dříve v případě úspěšného atentátu na Adolfa Hitlera v Hanebných panchartech (2009), alternativní historie. Přestože se tedy vražda těhotné Sharon Tate a jejich přátel skutečně odehrála, ve filmu se vše vyvine zcela jiným způsobem.
Snímek obsahuje mnoho referencí na skutečná filmová díla včetně slavného válečného filmu Velký útěk (1963), do jehož hlavní role měl být údajně Rick Dalton zvažován. Hlavní postavu si ovšem ve skutečnosti zahrál Steve McQueen, který se ve filmu – ztvárněn Damianem Lewisem – také krátce objeví. Název filmu je pak myšlen jako holt slavným dílům Sergia Leoneho Tenkrát na Západě (1968) a Tenkrát v Americe (1984).
Ve filmu lze postřehnout četné odkazy i na zbytek Tarantinovy tvorby. Kupříkladu cigarety značky Red Apple, na které Dalton koncem filmu dělá reklamu, lze zpozorovat napříč filmografii tvůrce hned několikrát. Rickův Cadillac je pak naprosto totožný s tím, který řídil pan Světlý (Michael Madsen) v režisérově debutu Gauneři (1992).